# 아미가 600
아미가 600(Amiga 600) 또는 A600, 정식 명칭 코모도어 아미가 600(Commodore Amiga 600)은 1992년 3월에 출시된 가정용 컴퓨터이다. 모토로라 68000과 1990년 아미가 향상된 칩 세트를 기반으로 하는 마지막 아미가 모델이다. 아미가 500 플러스를 재설계한 것으로, 내부 하드 디스크 드라이브 옵션과 PCMCIA 포트가 추가되었다. 숫자 키패드가 없어 A600은 IBM PC 키보드보다 약간 클 뿐이며, 무게는 약 2.72kg이다. 아미가OS 2.0과 함께 출시되었는데, 이전 버전의 운영체제보다 사용자 친화적이라는 평가를 받았다.
A500과 마찬가지로 A600은 저가 시장을 겨냥했다. 코모도어는 32비트 아미가 1200의 출시 전에 A500 관련 라인의 판매를 활성화할 의도였다. 데이브 헤이니에 따르면, A600은 "A500보다 50~60달러 저렴해야 했지만, 실제로는 그만큼 더 비싸졌다." A600은 원래 A300으로 번호가 매겨져 아미가 500 플러스의 저예산 버전으로 포지셔닝될 예정이었다.
A600HD 모델은 20MB 또는 40MB MB의 내부 2.5인치 ATA 하드 디스크 드라이브와 함께 판매되었다.
킥스타트 2.05가 포함되어 있어 A1000 또는 A500용으로 제작된 많은 소프트웨어 타이틀이 A600 이상에서 제대로 작동하지 않거나 전혀 작동하지 않는다. Relokick이라는 프로그램이 출시되었는데(CU Amiga 1993년 3월호에 포함됨), 킥스타트 1.3 ROM 이미지를 메모리로 로드하고 머신을 킥스타트 1.3으로 부팅하여 대부분의 비호환 소프트웨어를 실행할 수 있게 했다. Relokick 자체는 512KB의 메모리를 차지하므로 A600에 1MB 트랩도어 메모리 확장이 장착되지 않으면 일부 타이틀이 작동하지 않는다.

## 개발 및 출시
코모도어 비즈니스 머신은 1990년 말 CEO이자 회장인 어빙 굴드가 고위 경영진 6명을 해고하면서 경영진을 대대적으로 개편하기 시작했다. 1991년 봄, 전 프루덴셜 인베스트먼트 투자은행가였던 메디 알리가 코모도어의 사장으로 승진하여 1989년에 시작한 예산 및 인력 감축 프로그램을 계속 진행했는데, 주로 영업 및 제조 부서에서 이루어졌다.
아미가 3000T 출시 후, 코모도어의 다음 프로젝트는 차세대 아미가 칩셋인 고급 그래픽 아키텍처(AGA)였다. 동시에 엔지니어 데이브 헤이니, 제프 포터, 에릭 라비츠키는 AGA 칩셋을 사용하는 최초의 컴퓨터가 될 아미가 3000+ 개발을 시작했고, 조 오겐브라운은 역시 이 칩셋을 사용할 아미가 1000+를 담당했다. 한편, 조지 로빈스는 아미가 300이라는 또 다른 저가형 프로젝트를 설계했다. 코드네임 준 버그인 이 컴퓨터는 플로피 디스크 드라이브가 내장되어 있었고 대략 코모도어 64와 같은 크기와 무게였다. 알리가 엔지니어링 관리팀을 해고하고 전 IBM 임원인 빌 시드네스를 회사의 엔지니어링 관리자로 임명하면서 세 프로젝트 모두 개발 방향이 바뀌었다. 시드네스는 A1000+ 및 A3000+ 모델을 취소하고 AGA 칩셋을 지연시켰지만, A300의 설계 목표를 단순히 변경했다.
이 모델은 1992년 3월 중순에 아미가 600으로 출시되어 A500을 대체했다. 제품은 코모도어의 스코틀랜드 어빈, 독일 브라운슈바이크, 홍콩 쿠이충, 필리핀 생산 공장에서 제조되었다. 미국에서는 아미가 600과 하드 디스크 드라이브 변형인 아미가 600HD가 각각 $499.99와 $749.99에 판매되었다. 전자는 A500보다 약 50달러 비쌌지만, A600은 그만큼 더 저렴하게 판매될 예정이었다. 시드네스는 새 시스템에 대한 수요를 확보하기 위해 그해에도 여전히 인기가 많았던 A500을 단종시켰고, 그와 알리가 새 모델 판매에 집중하면서 PC 시장을 공략하는 데 주력하는 동안 아미가 시리즈의 개발은 처음 6개월 동안 정체되었다. 아미가 600은 1993년 후반에 단종되었다.
이 기기는 독일에서 193,000대가 판매된 것으로 보고되었다.

### 번들 소프트웨어
기본 A600, 마우스, 전원 공급 장치 및 워크벤치 디스크 패키지 외에도 A600은 다음 소프트웨어 및 하드웨어 번들과 함께 제공되었다.
- '레밍즈' 번들 (1992): 레밍즈 및 일렉트로닉 아츠 그래픽 패키지 디럭스 페인트 III
- '로보캅 3D' 번들 (1992): 로보캅 3D, 신화, 야수의 그림자 III, 그래픽 워크숍 및 마이크로텍스트
- '와일드, 위어드 앤 위키드' 번들 (1992년 후반, 출시 가격 £349): 포뮬러 원 그랑프리, 푸시 오버, 퍼티 및 디럭스 페인트 III[12]
- A600HD '에픽/랭귀지' 번들 (1992년 후반, 출시 가격 £499): 20MB 내부 하드 디스크 드라이브, 디럭스 페인트 III, 워드 프로세서, 트리비얼 퍼슈트, 신화, 로마 및 에픽 포함[12]

## 기술 정보
A600은 모토로라 68000 CPU를 탑재하고 PAL에서는 7.09 MHz, NTSC에서는 7.16 MHz로 작동하며, 80 ns 접근 시간을 가진 1 MB "칩" 램을 포함한다.

### 그래픽 및 사운드
A600은 코모도어의 향상된 칩 세트(ECS)를 사용하는 마지막 아미가 모델로, 2 MB의 아미가 칩 램을 처리할 수 있으며 더 높은 해상도 디스플레이 모드를 추가한다. 소위 슈퍼 애그너스 디스플레이 칩은 320x200픽셀에서 1280x512픽셀까지 다양한 화면 모드를 구동할 수 있으며, 다른 주파수 동기화를 사용한다. 원래 아미가 칩셋과 마찬가지로 낮은 디스플레이 해상도에서는 12비트(4096색) 팔레트에서 최대 32색을 표시할 수 있다. 추가-하프-브라이트 모드는 팔레트의 32색 각각을 절반 밝기로 어둡게 하여 64가지 동시 색상을 제공한다. 또한, 4096색 "HAM" 모드는 낮은 해상도에서 사용할 수 있다. 800x600i와 같은 고해상도에서는 4가지 동시 색상만 표시할 수 있다.
사운드는 원래 아미가 디자인에서 변경되지 않았는데, 즉 4개의 DMA 구동 8비트 채널을 사용하며, 왼쪽 스피커용 두 채널과 오른쪽 스피커용 두 채널이 있다.
A600은 원래 아미가 1000 이후 내장 컬러 컴포지트 비디오(RCA)를 탑재한 최초의 아미가 모델로, 코모도어 A520 RF 변조기 어댑터 없이도 표준 CRT 텔레비전과 함께 사용할 수 있게 했다.

### 주변 장치 및 확장
A600은 조이스틱, 마우스, 라이트 펜용 두 개의 DB9M 포트, 표준 25핀 RS-232 직렬 포트 및 25핀 센트로닉스 병렬 포트를 포함한 아미가 전용 커넥터를 특징으로 한다. 결과적으로 A600은 MIDI, 사운드 샘플러 및 비디오 캡처 장치와 같은 이전 아미가 모델에 사용 가능한 많은 주변 장치와 호환된다.
아미가 라인에 새로 추가된 확장 기능은 PCMCIA Type II 슬롯과 랩톱 컴퓨터에서 가장 흔히 볼 수 있는 내부 44핀 ATA 인터페이스였다. 두 인터페이스 모두 '게일' 커스텀 칩에 의해 제어된다. A600은 ATA 컨트롤러에 연결되는 하나의 2.5인치 내부 하드 디스크 드라이브용 내부 하우징을 가지고 있다.
A600은 PCMCIA Type II 인터페이스를 특징으로 하는 단 두 대의 아미가 모델 중 첫 번째 모델이다. 이 커넥터는 랩톱 컴퓨터 시장에서 사용 가능한 여러 호환 주변 장치를 사용할 수 있게 하지만, 16비트 PCMCIA 카드만 하드웨어 호환 가능하다. 최신 32비트 PC 카드(CardBus) 주변 장치는 호환되지 않는다. 기계적으로 Type I 및 Type II 카드만 슬롯에 맞으며, 더 두꺼운 Type III 카드는 맞지 않는다 (A600을 원래 케이스에서 제거하면 연결될 수 있음). 이 포트는 A600이 표준이 확정되기 전에 개발되었으므로 PCMCIA Type II 표준을 완전히 준수하지 않는다. A600의 PCMCIA 구현은 이후 아미가인 아미가 1200에 포함된 것과 거의 동일하다. SRAM 카드, CD-ROM 컨트롤러, SCSI 컨트롤러, 네트워크 카드, 사운드 샘플러 및 비디오 캡처 장치를 포함하여 이 커넥터용으로 타사 개발자에 의해 여러 아미가 주변 장치가 출시되었다. PCMCIA는 코모도어의 이전 시스템 확장 아키텍처와 정신적으로 유사했지만, 저예산 개인용 컴퓨터에 대한 PCMCIA 주변 장치의 엄청난 비용 때문에 출시 당시에는 이 커넥터를 통한 편리한 외부 확장 기능이 거의 실현되지 않았다. 나중에 유선 및 무선 네트워크 카드, 직렬 모뎀, 콤팩트플래시 어댑터를 포함하여 여러 호환 랩톱 컴퓨터 주변 장치가 A600에서 작동하도록 만들어졌다.

### 운영체제
A600은 워크벤치 2.0과 킥스타트 ROM 개정 37.299, 37.300 또는 37.350(코모도어의 내부 개정 번호)으로 구성된 아미가OS 2.0과 함께 출시되었다. 혼란스럽게도 이 세 가지 ROM 개정판 모두 공식적으로 "2.05" 버전으로 지정되었다. 일부 초기 A600은 킥스타트 37.299와 함께 출시되었는데, 이는 내부 ATA 컨트롤러나 PCMCIA 인터페이스를 지원하지 않았다. 필요한 드라이버를 플로피 디스크에서 로드하는 것은 가능하지만, ATA 또는 PCMCIA 장치에서 직접 부팅하는 것은 불가능하다. 킥스타트 37.300 또는 37.350이 장착된 모델은 부팅 시 해당 장치를 활용할 수 있다. 버전 37.350은 부팅 시 디스크가 회전하는 대기 시간을 늘려 ATA 하드 디스크와의 호환성을 개선했다.

### 사양
| 속성               | 사양 |
| ------------------ | --- |
| 프로세서           | 모토로라 68000 7.16 MHz (NTSC) 또는 7.09 MHz (PAL) |

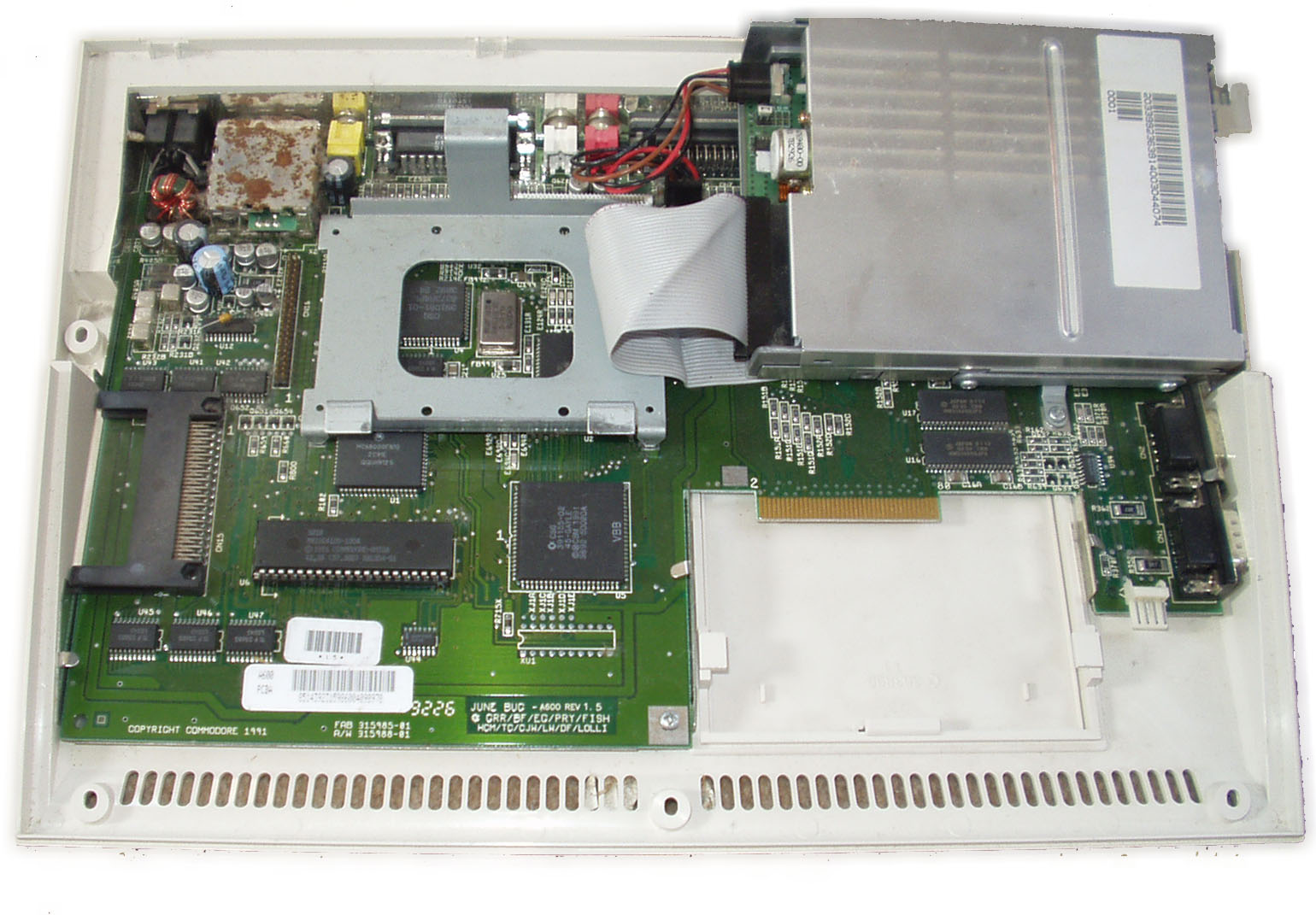
케이스 일부를 제거한 A600, 마더보드와 플로피 디스크 드라이브가 보인다

| RAM                | 80 ns 접근 시간을 가진 1 MB 아미가 칩 램; "트랩도어" 확장 슬롯에 1 MB 추가 확장 가능 PCMCIA 슬롯에 최대 4 MB 비공식 확장 시 최대 64 MB, 뱀파이어/v2 600으로 64/128MB, A600 아폴로 맨티코어로 512MB.         |
| ROM                | 512 KB 킥스타트 ROM 또는 비공식 확장 시 1 MB |
| 칩셋               | 향상된 칩 세트(ECS) |
| 비디오             | 12비트 컬러 팔레트 (4096색) 그래픽 모드: - 320×200 ~ 320×512i (화면 색상 32, 64 (EHB 모드) 또는 4096 (HAM 모드)) - 640×200 ~ 640×512i (화면 색상 16) - 1280×200 ~ 1280×512i, 640×480p60 (VGA) (화면 색상 4) |
| 오디오             | 4 × 8비트 PCM 채널 (2 스테레오 채널) 28–56 kHz 최대 DMA 샘플링 속도 (사용 중인 비디오 모드에 따라 다름) 70 dB S/N 비                                                                                        |
| 이동식 저장 장치   | 3.5" DD 플로피 디스크 드라이브 (880 KB 용량) |
| 내부 저장 장치     | 20 또는 40 MB 2.5" 하드 디스크 드라이브 (A600HD 모델에 한함) |
| 오디오/비디오 출력 | 아날로그 RGB 비디오 출력 (DB-23M) 컬러 컴포지트 비디오 출력 (RCA) RF 오디오/비디오 출력 (RCA) 오디오 출력 (2 × RCA)                                                                                         |
| 입력/출력 포트     | 2 × 마우스/게임패드 포트 (DE9) RS-232 직렬 포트 (DB-25M) 센트로닉스 스타일 병렬 포트 (DB-25F) 플로피 디스크 드라이브 포트 (DB-23F) 44핀 ATA 컨트롤러 (내부) 16비트 Type II PCMCIA 슬롯                      |
| 확장 슬롯          | 1 MB RAM 업그레이드용 80핀 확장 슬롯 (RTC 포함 가능) |
| 운영체제           | 아미가OS 2.0 (워크벤치 2.05 및 킥스타트 2.05) 아미가OS 3.1 및 3.2 (후자는 2MB 이상의 RAM 필요)와 각각 킥스타트 3.1 또는 3.2 교체, 68020 CPU 업그레이드 시 3.5/3.9                                           |
| 물리적 크기        | 350 × 240 ×75 mm (가로 × 세로 × 높이) |
| 기타               | 78개 키 통합 키보드 (숫자 키패드 없음) |

## 업그레이드

### CPU
68000이 마더보드에 납땜되어 있음에도 불구하고, 비공식 CPU 업그레이드에는 모토로라 68000(기본 7.16 MHz 또는 7.09 MHz보다 높은 클럭 속도), 68010, 68020(최대 25 MHz), 68030(최대 50 MHz) 및 모토로라 680x0 명령어 세트를 활용하도록 프로그래밍된 FPGA 기반 프로세서가 포함된다. 프로세서는 68000을 교체하는 것이 아니라, CPU 위에 커넥터를 장착하고 시스템 버스를 장악하여 업그레이드한다.

### 메모리
트랩도어 확장 슬롯을 사용하여 RAM을 최대 2MB 칩 램까지 업그레이드할 수 있다. 적절한 SRAM 카드를 사용하여 PC 카드 슬롯에 추가 4MB의 빠른 램을 추가하여 총 6MB 용량에 도달할 수 있다. 그러나 비공식 메모리 또는 CPU 업그레이드를 통해 추가 빠른 램을 추가할 수 있다. 예를 들어, A608 보드는 원래 68000 위에 연결하여 최대 8MB의 추가 RAM을 추가한다. 마찬가지로, CPU 업그레이드는 최대 512MB를 수용할 수 있다.

### 운영체제
A600은 워크벤치 2.1로 업그레이드할 수 있다. 이 버전은 여러 언어로 운영체제가 현지화되어 있으며, FAT(MS-DOS) 형식의 플로피 디스크나 하드 디스크 드라이브와 같은 미디어에 대한 읽기/쓰기 지원을 제공하는 "CrossDOS" 드라이버를 포함한다. 워크벤치 2.1은 2.0x 제품군의 모든 킥스타트 ROM에서 실행되는 소프트웨어 전용 업데이트였다.
1994년 아미가OS 3.1 출시 이후, A600은 호환되는 개정 40.63 킥스타트 ROM을 설치하여 업그레이드할 수 있다.
A600은 또한 하이페리온 엔터테인먼트에서 유지 관리하는 아미가OS 3.2.x를 지원한다. 이를 위해서는 호환되는 개정 47.96 킥스타트 ROM 설치와 기본 1MB 이상의 추가 메모리가 필요하다.

### 기타
FPGA 구동 아폴로 뱀파이어 V2는 128 MB 고속 RAM, HDMI 출력, HDD 저장용 SD 카드 및 완전한 32비트 호환성을 갖춘 64비트 코어를 추가한다.
또한, 아폴로 맨티코어(아폴로 뱀파이어 V4)는 512MB DD3 RAM (500Mb 고속 RAM 및 12Mb 칩 RAM), HDMI 출력, HDD 저장용 SD 카드 (이 장치는 부팅할 수 없음), 완전한 32비트 호환성을 갖춘 64비트 "68080" 코어, 2개의 USB 포트, 8/16비트, 56kHz, 24비트 오디오 (16 DMA 음성), 콤팩트플래시 또는 2.5인치 IDE 하드 디스크 지원을 위한 44핀 FastIDE, 10/100 RJ45 이더넷 포트, RTC 지원 및 60Hz에서 최대 1920x1080 해상도의 3D 그래픽을 처리할 수 있는 RTG 비디오를 추가한다. 아폴로 맨티코어에는 "슈퍼 AGA" FPGA 구동 칩셋도 포함되어 있다. RTG를 제공할 뿐만 아니라, 일반적으로 아미가 1200, 아미가 4000 또는 아미가 4000T에서만 실행되는 AGA 소프트웨어 타이틀을 아미가 600에서 실행할 수 있도록 한다.

## 평가
아미가 600에 대한 동시대 평가는 엇갈렸다. Amazing Computing 잡지는 "아미가 컴퓨팅과 소비자 시장에 엄청난 기회를 제공하는 아미가 전사"라고 부르며, 카트리지 기반 게임 콘솔과 가정 및 비즈니스 컴퓨터의 두 시장 사이에서 균형을 잡았다고 말했다. 이 잡지는 모델의 변화가 혁명적이라기보다는 점진적이며, 아미가 컴퓨터 자체는 아니고 디자인만 실질적으로 개정되었다는 점을 지적했는데, 이는 이미 아미가 500을 소유한 잠재 구매자들에게 중요한 고려 사항이었다. ROM 칩을 제외한 모든 회로를 마더보드에 납땜하기로 한 결정은 코모도어가 더 작고 신뢰할 수 있는 모델을 제조할 수 있게 했지만, 내부 업그레이드에는 새로운 장애물이 생겼다고 말했다. PCMCIA 슬롯은 거의 모든 소프트웨어 불법 복제 가능성을 제거하는 유리한 조치로 간주되었으며, 잡지는 A500용 확장 하드웨어의 대부분이 이 모델에서 작동하지 않을 것이라고 언급했지만, A1000 포트의 확장 하드웨어를 A500 시스템에서 사용하도록 역설계한 동일한 커뮤니티가 A600에도 많은 주변 장치를 공급할 것이라고 믿었다.
아미가 컴퓨팅은 오리지널 및 하드 드라이브 모델을 검토하고 후자에 더 호의적이었다. A600 모델은 아미가 500 플러스 컴퓨터와 거의 같은 속도로 작동했지만, A600HD 변형의 하드 드라이브 사용을 칭찬하며 다른 어떤 저가형 아미가 모델보다 더 많은 저장 공간과 기능을 사용자에게 제공한다고 말했다. 두 모델 모두에 대해 RF 포트 추가를 칭찬했지만, 파워 서플라이 브릭이 컴퓨터의 광고된 휴대성을 방해하는 유일한 장애물이라고 비판했다. 숫자 키패드를 요구하는 소프트웨어로 인해 발생하는 호환성 문제는 중요하지 않다고 보았다. 그러나 표면 실장 기술을 사용하여 컴퓨터가 더 신뢰할 수 있고 오류 발생 가능성이 줄어들었지만, 내부 업그레이드 시 더 많은 장애물이 있다는 점은 인정했다. 또한 DMA 확장 슬롯의 부재를 비판했다. 그럼에도 불구하고, 이 잡지는 A600HD 모델이 취미 시장을 사로잡고 하드 드라이브 설치형 게임의 생산을 자극할 것이라고 예측했다.
반대로, 아미가 월드의 편집장 더그 바니는 A600에 대해 더 부정적인 입장을 취했다. 그는 역시 파워 브릭의 필요성을 비판했으며, 코모도어의 설계 선택, 특히 확장 슬롯 제거, 모토로라 68000 프로세서 유지, A501 커넥터를 A601로 교체한 점을 의문시했지만, 숫자 키패드의 손실은 개의치 않았다. 그는 또한 기계의 내부 업그레이드에 대한 장벽을 문제 삼았다. 그는 이 모델이 휴대해야 하고 시스템 확장에 관심이 없는 사용자에게 가장 적합하다고 말했지만, 업그레이드 가능성을 원하는 사용자에게는 인센티브가 없다고 보았다.
코모도어 직원들 사이에서도 내부적인 반응은 부정적이었다. 코모도어 UK의 전무이사 데이비드 플레전스는 A600을 "완전하고 절대적인 실패작"이라고 묘사했다. 불만족스러운 코모도어 엔지니어들은 이 모델을 "아미가 주니어"라고 불렀는데, 이는 시드네스가 IBM 재직 시절 담당했던 이전 프로젝트인 비평적, 상업적 실패작인 IBM PCjr를 언급한 것이다. 그럼에도 불구하고, 독일에서는 193,000대가 판매되어 두 번째로 많이 팔린 아미가 모델이 되었다. 코모도어의 선임 엔지니어였던 데이브 헤이니는 A600이 제공하는 새로운 기능을 비대하다고 묘사하며, A500 주변 장치와의 호환성 문제와 숫자 키패드의 부재를 지적했다. 또 다른 코모도어 엔지니어인 빌 허드는 회사의 설계팀, 마케팅팀, 그리고 시장의 요구 사이의 단절을 지적했다. 아르스 테크니카는 아미가 500에 비해 더 높은 가격과 적은 기능을 이유로 코모도어의 아미가 모델 중 최악으로 평가하며, 인기 있는 A500 및 A1200 모델이 적게 생산되는 동시에 A600 유닛이 시장에 과도하게 재고로 쌓여 있었다는 점도 지적했다.

## 같이 보기
- 아미가 모델 및 변형 목록

### 참고 문헌
- Bagnall, Brian (2006). 《On the Edge: The Spectacular Rise and Fall of Commodore》. Variant Press. ISBN 0-9738649-0-7. 2022년 8월 20일에 확인함.
- Karl Foster (ed), "10 Totally Amazing Euro-Amiga Facts", 아미가 포맷, Annual 1993, p 55.